# Itatiaya pykyyra
Espèce
Itatiaya pykyyra est une espèce d'araignées aranéomorphes de la famille des Zoropsidae.

## Distribution
Cette espèce est endémique du Minas Gerais au Brésil. Elle se rencontre dans le parc national du Caparaó à Alto Caparaó.

## Description
La femelle holotype mesure 6,90 mm.

## Publication originale
- Polotow & Brescovit, 2006 : Revision of the Neotropical spider genus Itatiaya Mello-Leitão (Araneae, Ctenidae) with considerations on biogeographic distribution of species. Revista Brasileira de Zoologia, vol. 23, p. 429-442.